# Batodonoides
Batodonoides — це рід викопних землерийок, який, можливо, є найменшим ссавцем, який коли-небудь жив. Види Batodonoides жили приблизно від 42 до 53 мільйонів років тому в епоху раннього та середнього еоцену в Північній Америці. Рід містить чотири види.